# Pasarela Debilly
La pasarela Debilly (en francés: Passerelle Debilly) es un pasarela metálica peatonal de París que atraviesa el río Sena y une el VII Distrito con el XVI Distrito. Está catalogada como monumento histórico desde 1966. En 1999, quedó incluida dentro de la delimitación del ámbito de Riberas del Sena en París, declarado patrimonio de la Humanidad por la Unesco.

## Historia
Proyectada por André-Louis Lion, Jean Résal y Amédée Alby, fue construida por la empresa Daydé & Pillé entre 1899 y 1900 en el marco de la Exposición Universal de París (1900). A lo largo de su historia ha tenido varias denominaciones, como pasarela de la Exposición militar, pasarela Magdebourg y  finalmente pasarela Debilly, en honor a Jean Louis Debilly, un general del primer imperio fallecido en la batalla de Jena en 1806.
Al igual que la vecina Torre Eiffel, esta obra metálica no fue construida para perdurar ya que sólo buscaba facilitar el acceso de los visitantes al recinto. Sin embargo tampoco fue desmantelada dado que el Ayuntamiento de París decidió comprarla en 1902, catalogándose como monumento histórico en 1966.
Repintada en 1991, en 1996 su revestimiento fue restaurado con madera tropical.  

## Descripción
La pasarela es un puente en arco con tablero suspendido. Su estructura totalmente metálica se apoya sobre dos pilas de hormigón cerca de las orillas que están decoradas con cerámicas de Gentil & Bourdet verde que sugieren el movimiento del agua. El arco posee una altura de 15 metros. El tablero de 125 metros de longitud tiene una anchura de 8 metros